# Niels Albert
Niels Albert, född den 5 februari 1986 i Bonheiden, är en belgisk tidigare tävlingscyklist som hade sina största framgångar inom cykelcross under åren kring 2010–2012. I denna disciplin blev blev han dubbel världsmästare (2009, 2012) och belgisk mästare (2011), samt slutsegrare i UCI World Cup två gånger (2010/2011 och 2012/2013) och i Trofee veldrijden (Bpost Bank Trofee) en gång (2012/2013). Han startade dock sin bana som BMX-cyklist som 12-åring och blev belgisk mästare för U17 både 1998 och 1999, innan han gick över till cykelcross på 2000-talet, där han som junior och U23 blev både väldsmästare och europamästare. Han ställde också upp på landsväg, men nådde inga större framgångar.
Albert var professionell från 2006, men fick avsluta karriären 2014 på grund av störningar i hjärtrytmen, varefter han fortsatte som sportdirektör för olika stall till 2018 (och var då mentor åt Wout van Aert). Han driver även en cykelaffär, Niels Albert Bike Store, i Tremelo. sedan 2014.

## Meriter – cykelcross
| 2000/2001 3:a vid Belgiska mästerskapen (U17) 2001/2002 Belgisk U17-mästare 2002/2003 7:a vid Världsmästerskapen (juniorer) 2003/2004 Juniorvärldsmästare Europamästare (juniorer) Belgisk juniormästare | 2004/2005 2:a vid Europamästerskapen (U23) 2:a vid Belgiska mästerskapen (U23) 5:a vid Världsmästerskapen (U23) 2005/2006 Europamästare (U23) Belgisk U23-mästare 3:a vid Världsmästerskapen (U23) 2006/2007 Europamästare (U23) Belgisk U23-mästare 2:a vid Världsmästerskapen (U23) 2007/2008 U23-världsmästare Europamästare (U23) |

### Elit
| SäsongTävling         | 2004 2005 | 2005 2006 | 2006 2007 | 2007 2008 | 2008 2009 | 2009 2010 | 2010 2011 | 2011 2012 | 2012 2013 | 2013 2014 |
| --------------------- | --------- | --------- | --------- | --------- | --------- | --------- | --------- | --------- | --------- | --------- |
| Världsmästerskapen    | –         | –         | –         | –         |           | DNF       | 24        |           | 8         | 20        |
| Belgiska mästerskapen | –         | –         | –         |           |           | 9         |           |           | 4         | DNF       |
| UCI World Cup         | X         | X         | X         | X         | 9         |           |           | 10        |           |           |
| Superprestige         | –         | –         | –         |           | 7         |           | 4         | 7         |           |           |
| Trofee veldrijden     | –         | –         |           | 5         | 6         |           | 4         | 4         |           |           |
| UCI:s världsranking   | 53        | 42        | 17        | 11        | 4         | 3         | 2         | 4         | 2         | 3         |

DNF = Fullföljde ej
X = Avhölls ej (ingen officiell individuell sammanlagd UCI World Cup 2004/2005–2007/2008)

## Meriter – landsväg
| 2006 7:a i Leeuwse Pijl 2007 3:a totalt i Boucles de la Mayenne Vinnare av ungdomstävlingen 2008 Vinnare av ungdomstävlingen i Boucles de la Mayenne 2009 Vinnare av etapp 1 i Mi-août Bretonne Vinnare av prologen (ITT) i Boucles de la Mayenne 4:a totalt i Tour Alsace Vinnare av poängtävlingen Vinnare av etappena 2 och 5 | 2010 5:a totalt i Circuito Montañés Vinnare av etapp 7 2011 Vinnare av etapp 2 i Tour Alsace 7:a totalt i Boucles de la Mayenne 2013 8:a i Ronde van Limburg |